# Iriomote

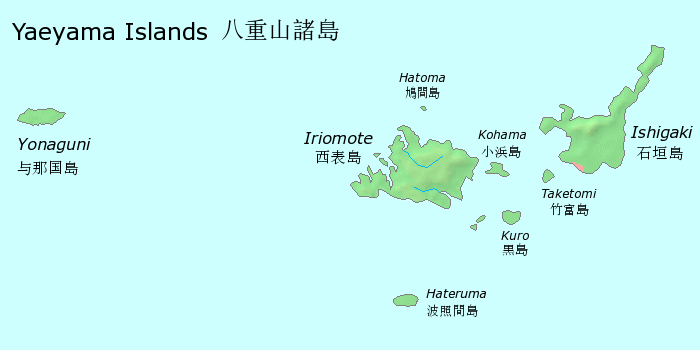
Ligging Iriomote binenn de Yaeyama-eilanden

Iriomote (Japans: 西表島, Iriomote-jima) is een Japans eiland op de grens van de Oost-Chinese Zee en de Filipijnenzee, het grootste van de eilanden van de Yaeyama-archipel, dat behoort tot de gemeente Taketomi in de prefectuur Okinawa.
Iriomote is een van de meest afgelegen eilanden van Japan, in het uiterste zuidwesten van de territoriale zone van het land. Het bevindt zich dichter bij Taiwan dan bij het eiland Okinawa. In de classificatie van eilanden is Iriomote als deel van de Yaeyama-eilanden, dus de westelijke helft van de Sakishima-eilanden, op zijn beurt het zuidelijke deel van de Riukiu-eilanden.
Op Iriomote is er enkel een kustweg over circa de halve omtrek van het eiland die enige van de nederzettingen op het eiland verbindt, andere nederzettingen zijn enkel van over zee bereikbaar. Voor een luchthaven dient men naar Ishigaki, het op een na grootste van de Yaeyama-eilanden. Op dat eiland is ook de hoofdstad van de archipel gelegen, de stad Ishigaki, waar de subprefectuur Yaeyama is gevestigd. Vanuit Ishigaki zijn er veerverbindingen naar de havens van Uehara op de noordoostelijke kustlijn of Ōhara in het zuidoosten, voor beide trajecten over een afstand van zo'n 30 kilometer.
Op Iriomote spreekt men het Yaeyama. Het Japans is er de tweede taal. Afgezien van het toerisme wordt de eilandeconomie ondersteund door landbouwproductie, voornamelijk van ananas, suikerriet en mango, cultuurparelteelt en visserij.

## Natuur
Iriomote is een vulkaaneiland op een subductiebreuk met als hoogste punt de niet meer actieve 469 meter hoge vulkaan Komi (古見岳, Komi-dake). Ongeveer 20 kilometer ten noordwesten van Iriomote is een actieve onderzeese vulkaan die voor het laatst uitbarstte in 1924, de top ligt 200 meter onder de zeespiegel.
90% van het eiland is bedekt met een dichte jungle van subtropisch regenwoud en mangrovemoerassen. 80% van het eiland is beschermd staatsland en 34,3% van het eiland vormt het Iriomote National Park. De Urauchi-rivier van het eiland is de grootste rivier in de prefectuur Okinawa, daarnaast zijn er ook de kleinere rivieren Nakama en Nakara. Op Iriomote liggen de Pinaisara-watervallen, de grootste waterval in de prefectuur Okinawa.
Iriomote heeft een tropisch regenwoudklimaat (Köppen klimaatclassificatie Af (tropisch regenwoudklimaat)). De gemiddelde jaarlijkse temperatuur is 23,6 °C en de gemiddelde maandelijkse temperatuur varieert van 18,3 °C in januari tot 28,9 °C in juli. Iriomote heeft een tyfoonseizoen dat gemiddeld loopt van juni tot september.
Het eiland is de habitat van de kritiek bedreigde en endemische Iriomotekat. In 2007 werd de populatie op iets meer dan 100 katten geschat.  Ook de giftige Sakishima habu (Protobothrops elegans), een groefkopadder, is endemisch.  Een beet leidt in 3% tot overlijden en in 6-8% tot blijvende handicap. Andere endemische diersoorten zijn de vleermuis Pteropus dasymallus, de Yungipicus kizuki orii (een ondersoort van de kizukispecht), de iriomotemees, de kikker Odorrana utsunomiyaorum en de mijt Maculobates bruneiensis.
Het eiland werd als onderdeel van de inschrijving "Amami-Oshima, Tokunoshima, noordelijk deel van Okinawa en Iriomote" in juli 2021 tijdens de 44e sessie van de Commissie voor het Werelderfgoed in Fuzhou weerhouden als natuurerfgoed en toegevoegd aan de UNESCO werelderfgoedlijst. De erkenning volgde omdat het hele gebied van de vier eilanden een hoge biodiversiteitswaarde heeft met een zeer hoog percentage endemische soorten, waarvan velen wereldwijd bedreigd worden. De site is de thuisbasis van endemische planten, zoogdieren, vogels, reptielen, amfibieën, binnenwatervissen en decapode schaaldieren, waaronder bijvoorbeeld het bedreigde Amami-konijn (Pentalagus furnessi) en de bedreigde Ryukyu langharige rat (Diplothrix legata) die oude afstammingen vertegenwoordigen en nergens ter wereld levende familieleden hebben. Vijf zoogdiersoorten, drie vogelsoorten en drie amfibieënsoorten in de locatie van de erfgoedinschrijving zijn wereldwijd geïdentificeerd als evolutionair onderscheiden en wereldwijd bedreigde (EDGE) soorten. Er zijn ook een aantal verschillende endemische soorten beperkt tot elk afzonderlijk eiland die niet elders op een van de drie andere eilanden worden gevonden.

## Geschiedenis
Het eiland had een beperkt aantal nederzettingen bewoond door vissers en rijsttelers aan de kustgebieden. Enkel na de opening en tijdens de uitbating van de kolenmijn van Iriomote, actief tussen 1889 en 1959, kende het eiland een grotere bevolking.
Tijdens de Tweede Wereldoorlog werden sommige inwoners van Ishigaki gedwongen hun toevlucht te zoeken in Iriomote, van wie velen malaria opliepen. Na de oorlog hebben de Amerikaanse strijdkrachten in Japan malaria van het eiland uitgeroeid en sindsdien is het eiland malariavrij. Het eiland bleef na het Verdrag van San Francisco, samen met de rest van de prefectuur Okinawa, tot 1972 een door de VS gecontroleerd gebied. Iriomote keerde op 17 juni 1972 terug naar Japan.

## Galerij

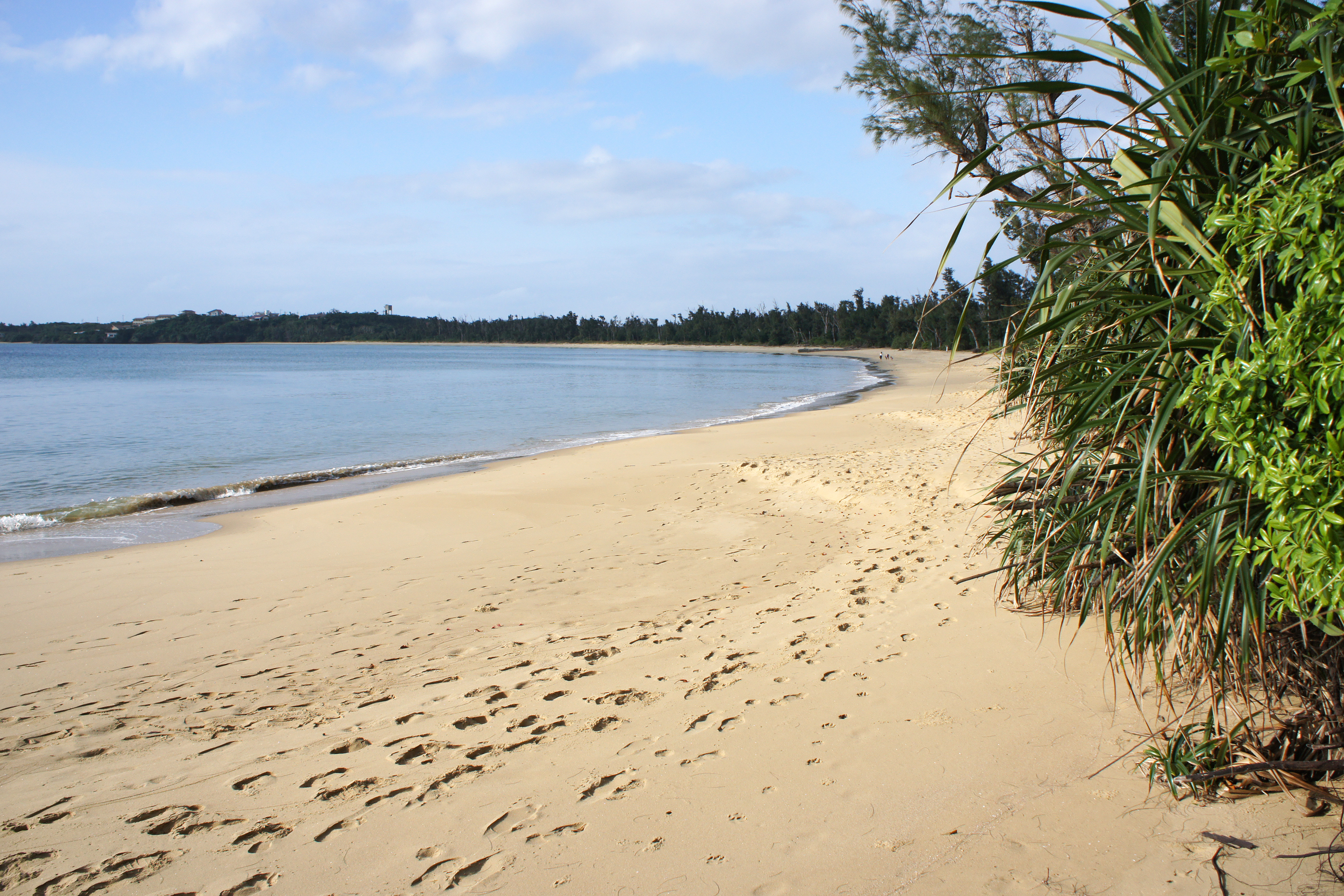
Tsuzumari-no-hama (Tsukigahama-strand)
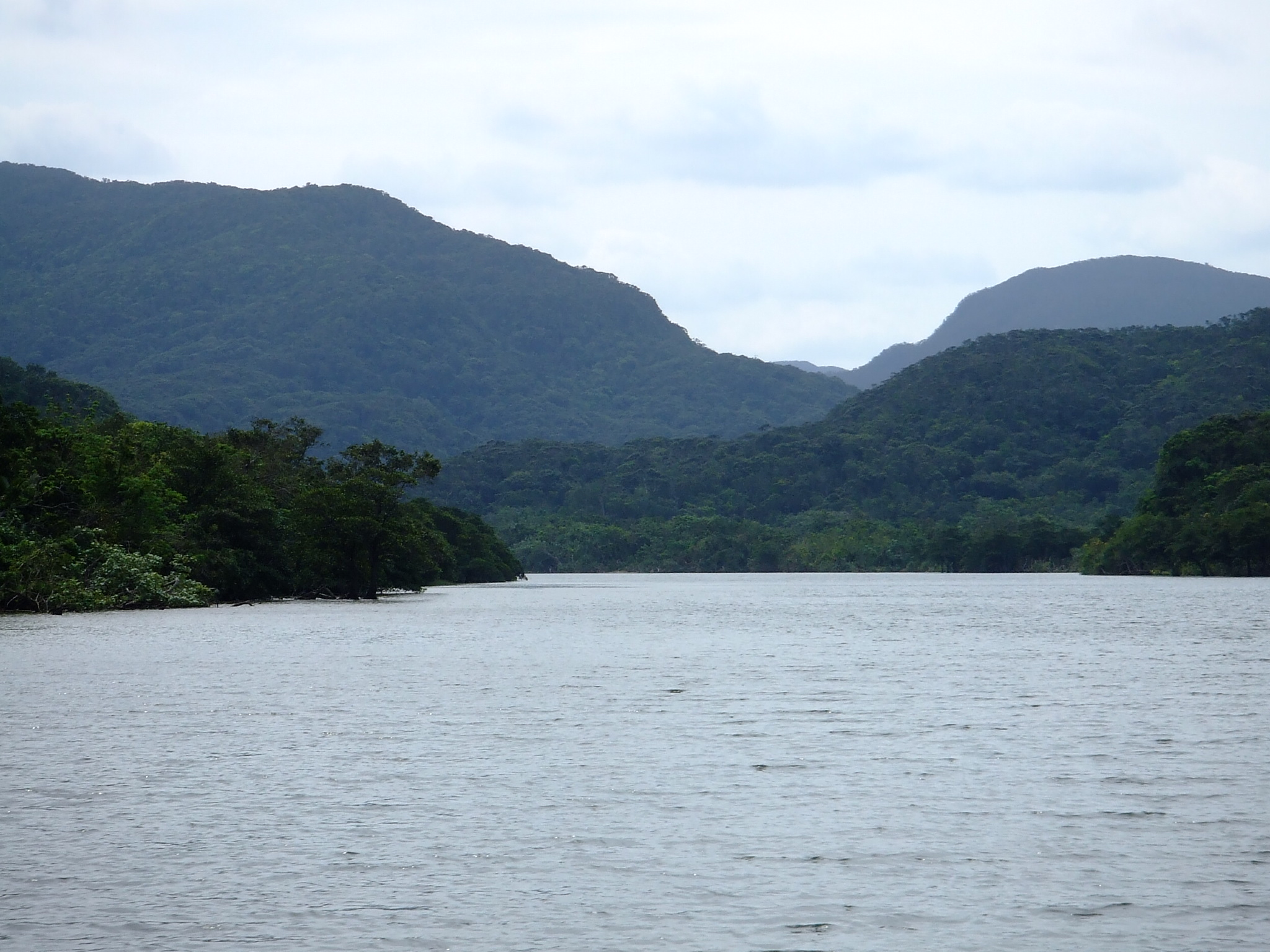
Urauchi-gawa: de langste rivier in Okinawa.
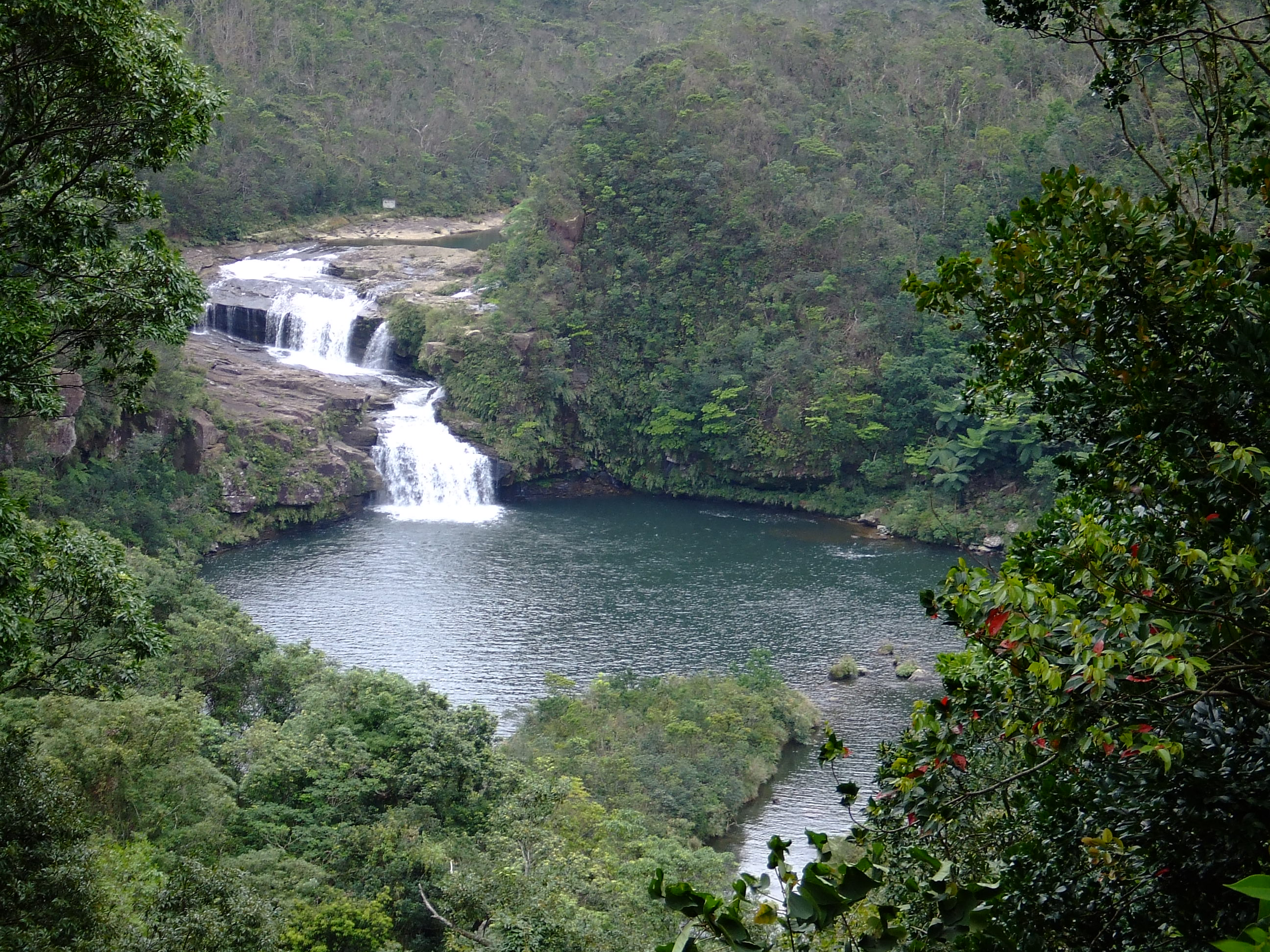
Mariyudō-no-taki: Waterval aan de rivier de Urauchi.
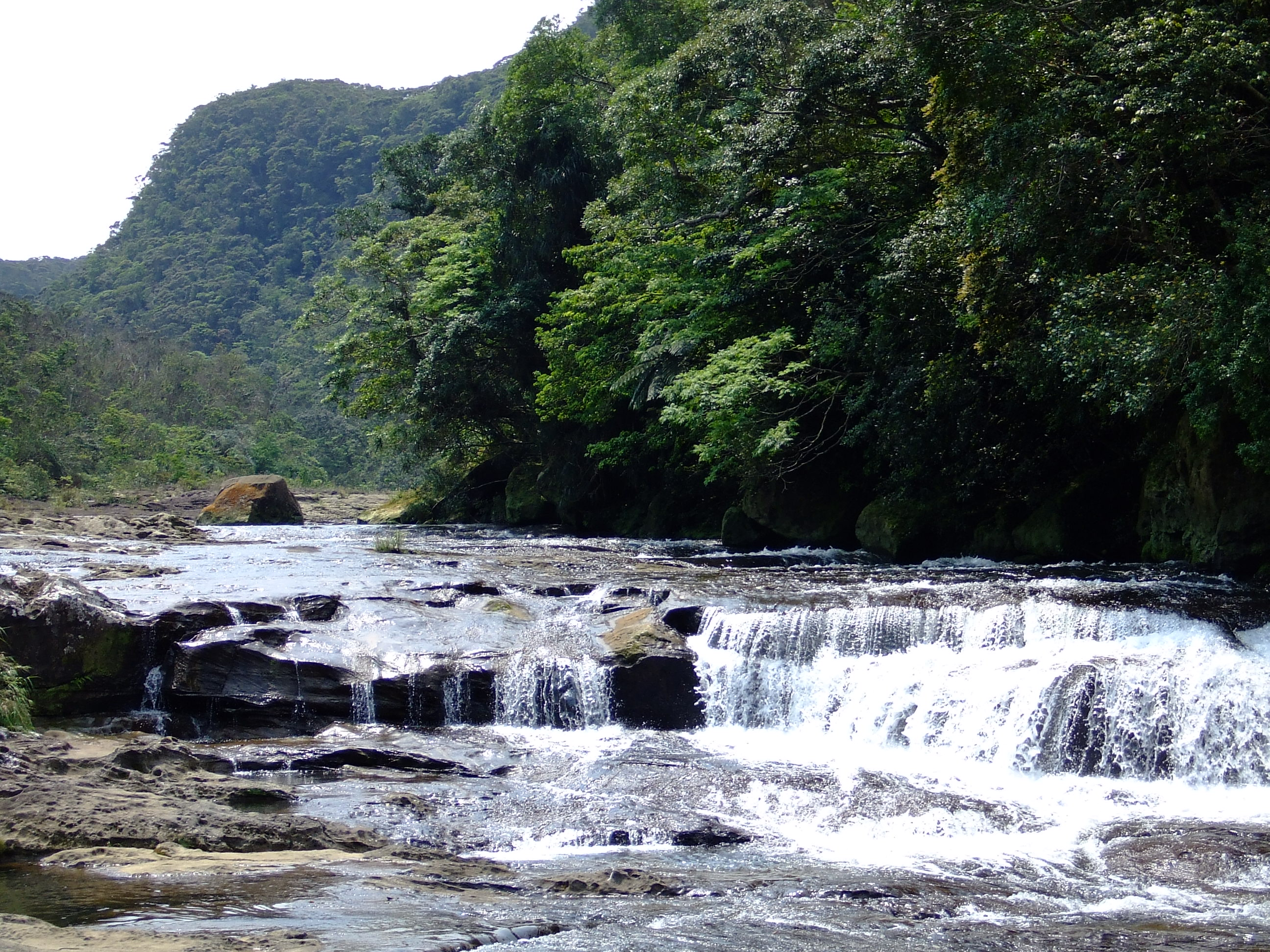
Kampire-no-taki: Een deel van de Kampire-waterval aan de rivier de Urauchi.
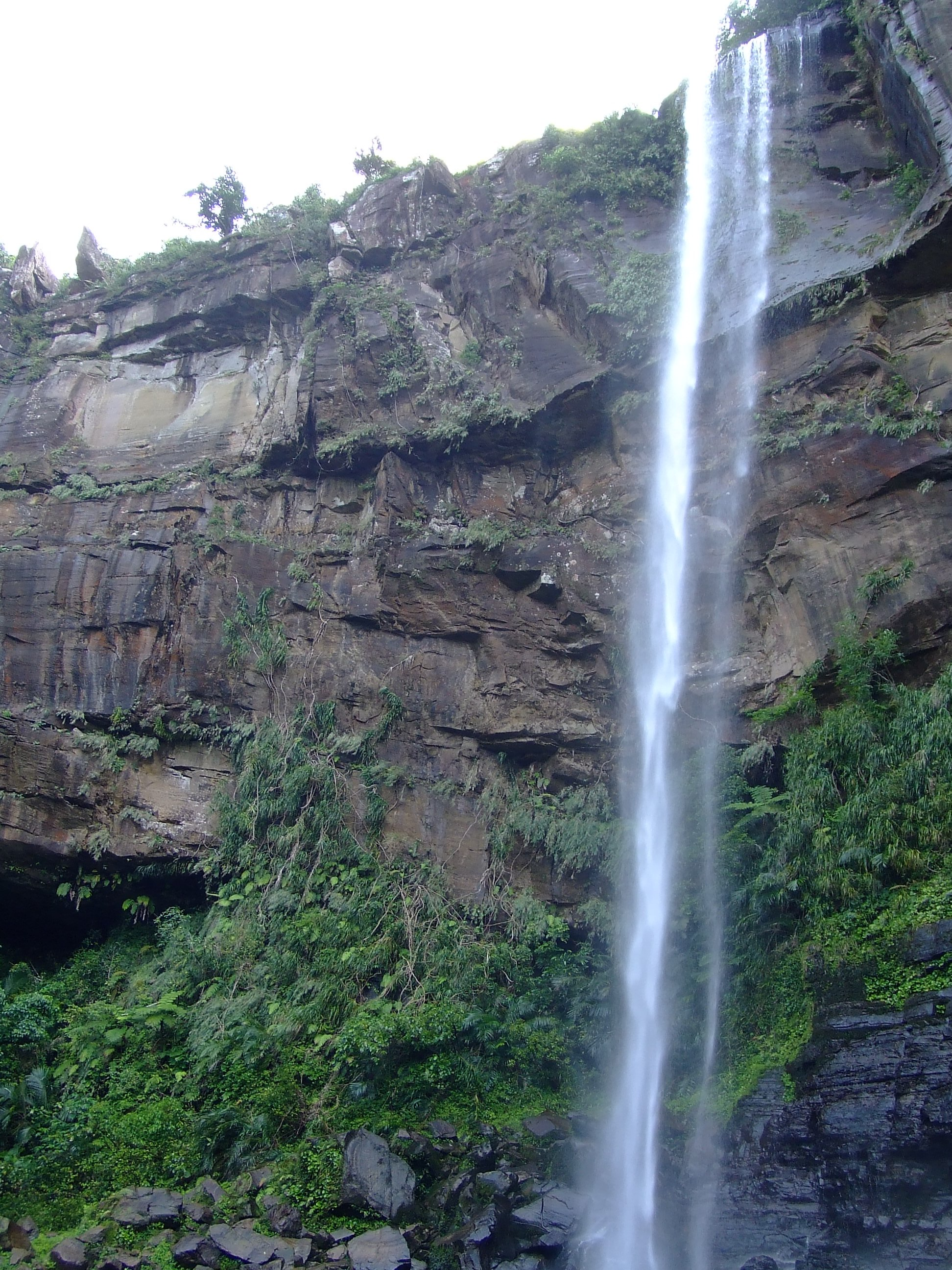
Pinaisara-no-taki: Waterval in het noorden van het eiland.
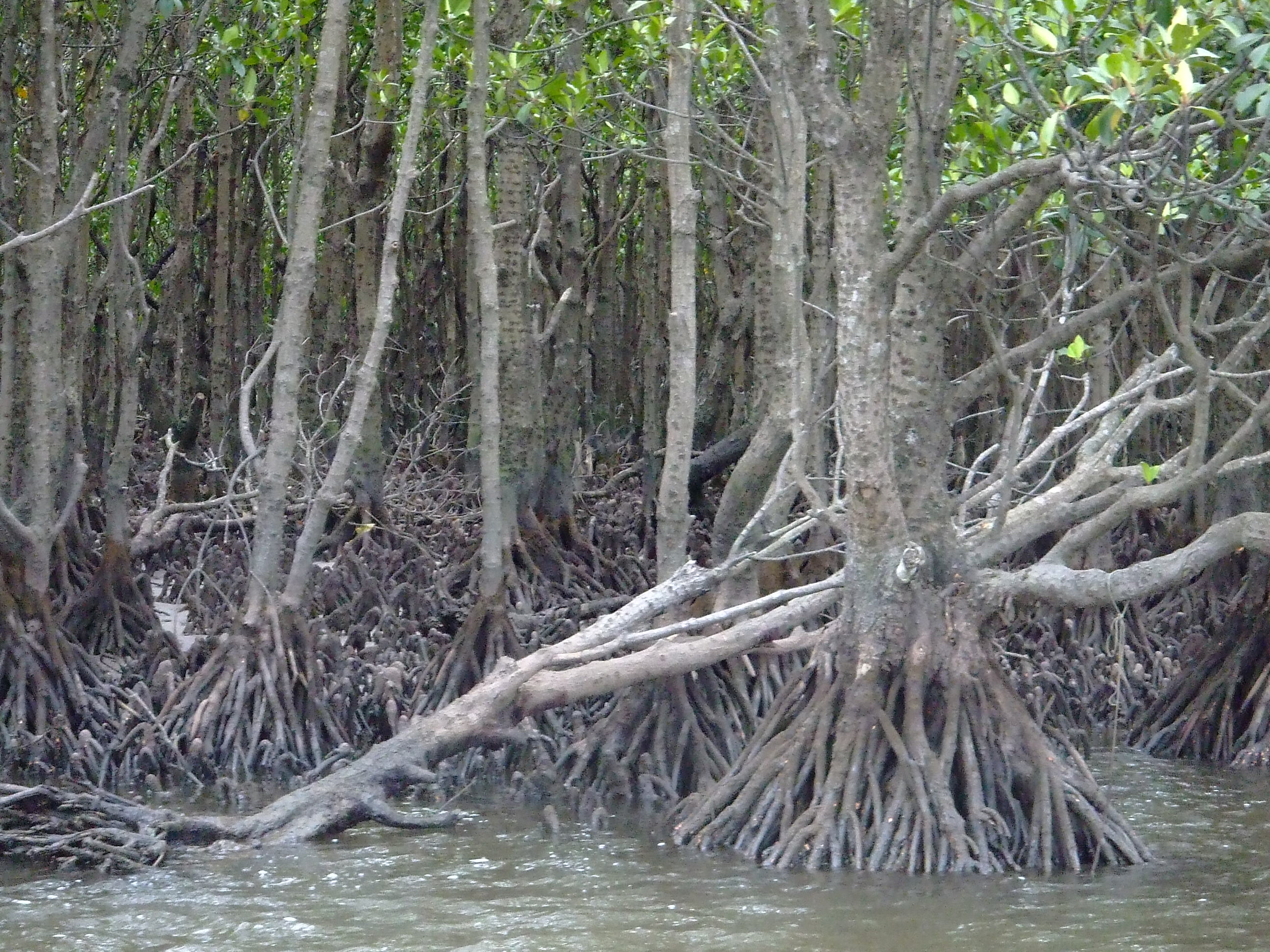
Mangrove op de Rivier Nakama
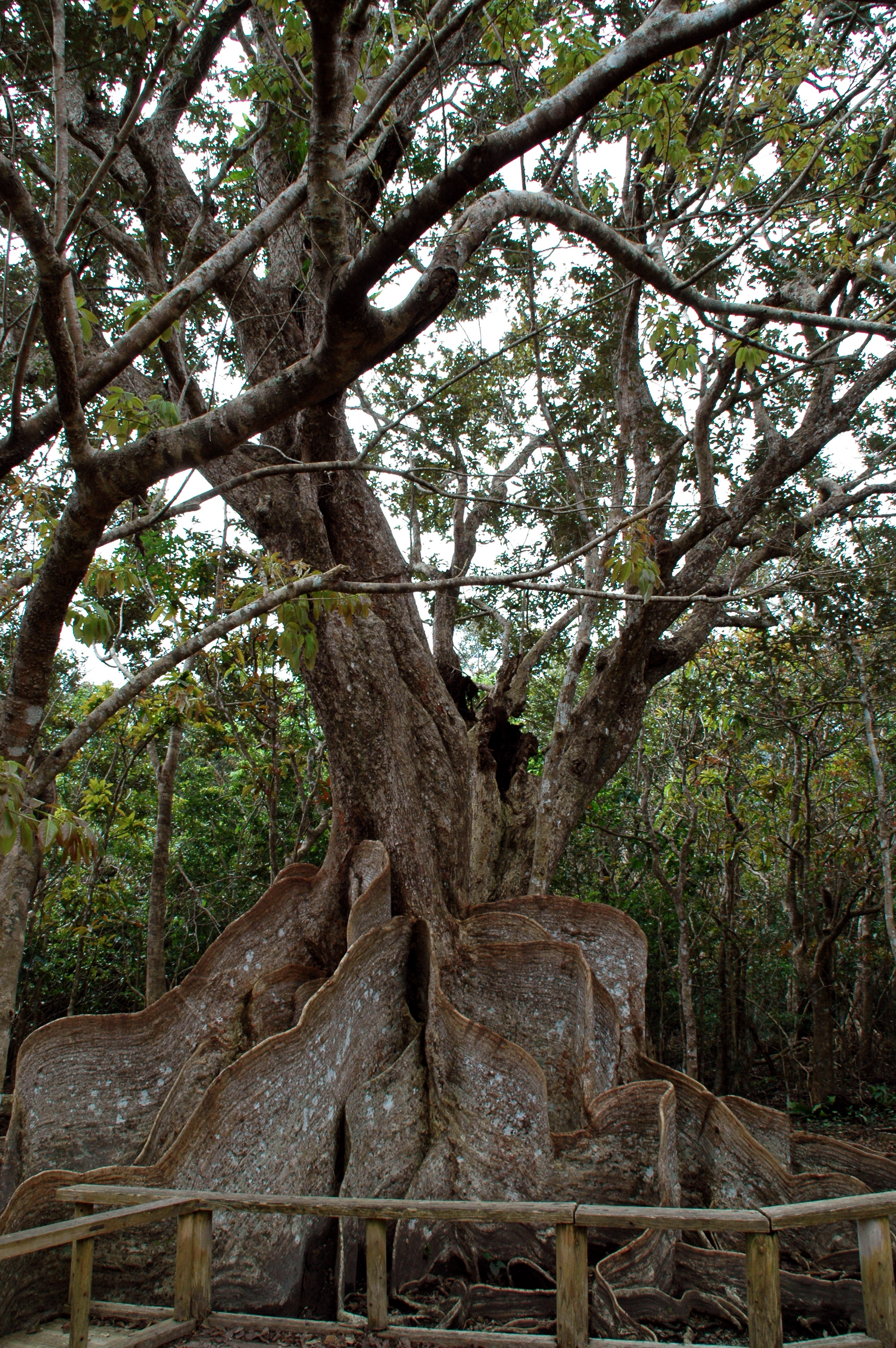
Sakishimasuou boom: Naar verluidt de grootste en oudste mangroveboom in Japan.
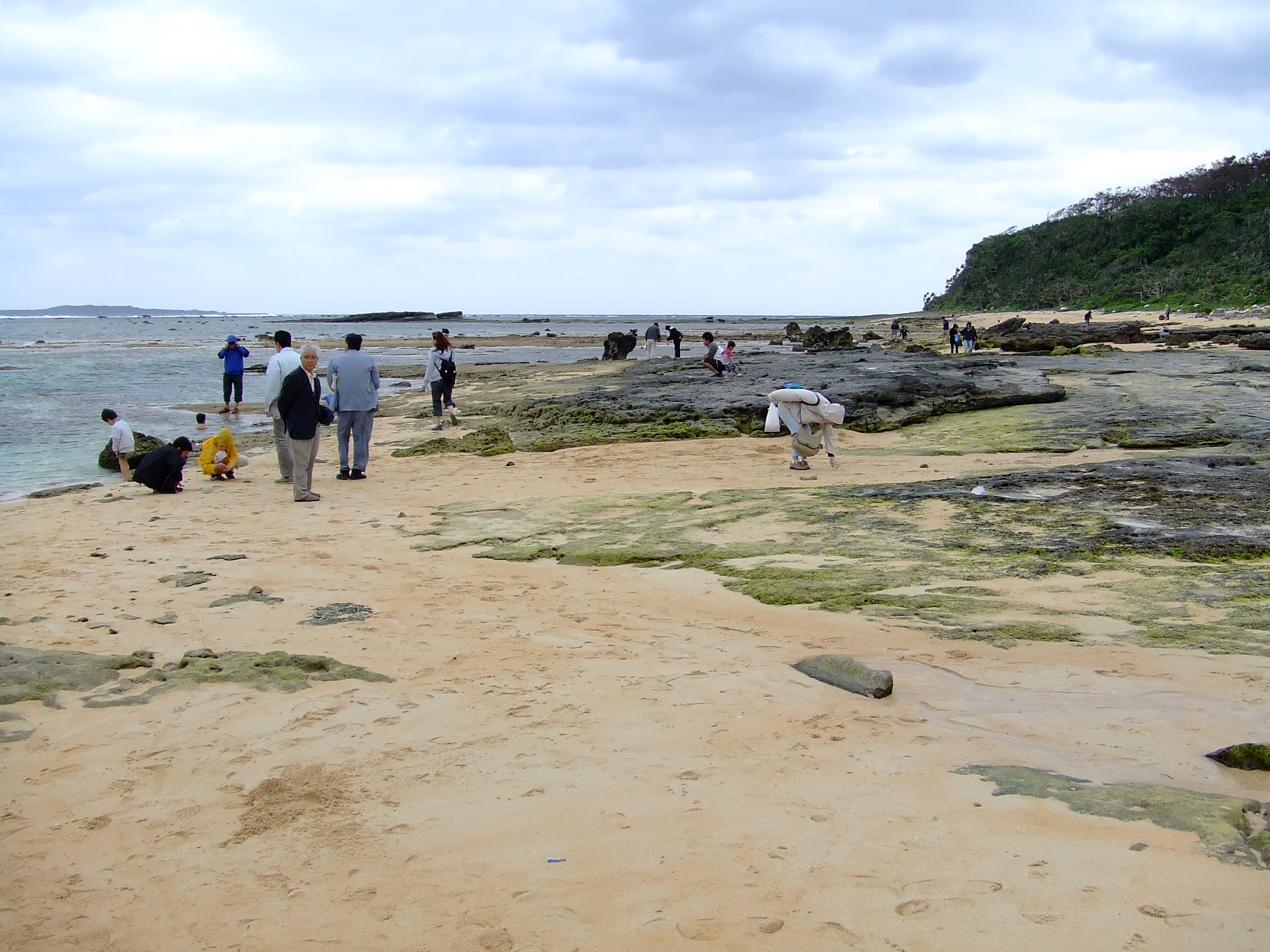
Hoshizuna-no-hama (Star Sand Beach): Strandjutters op zoek naar stervormige zandkorrels.
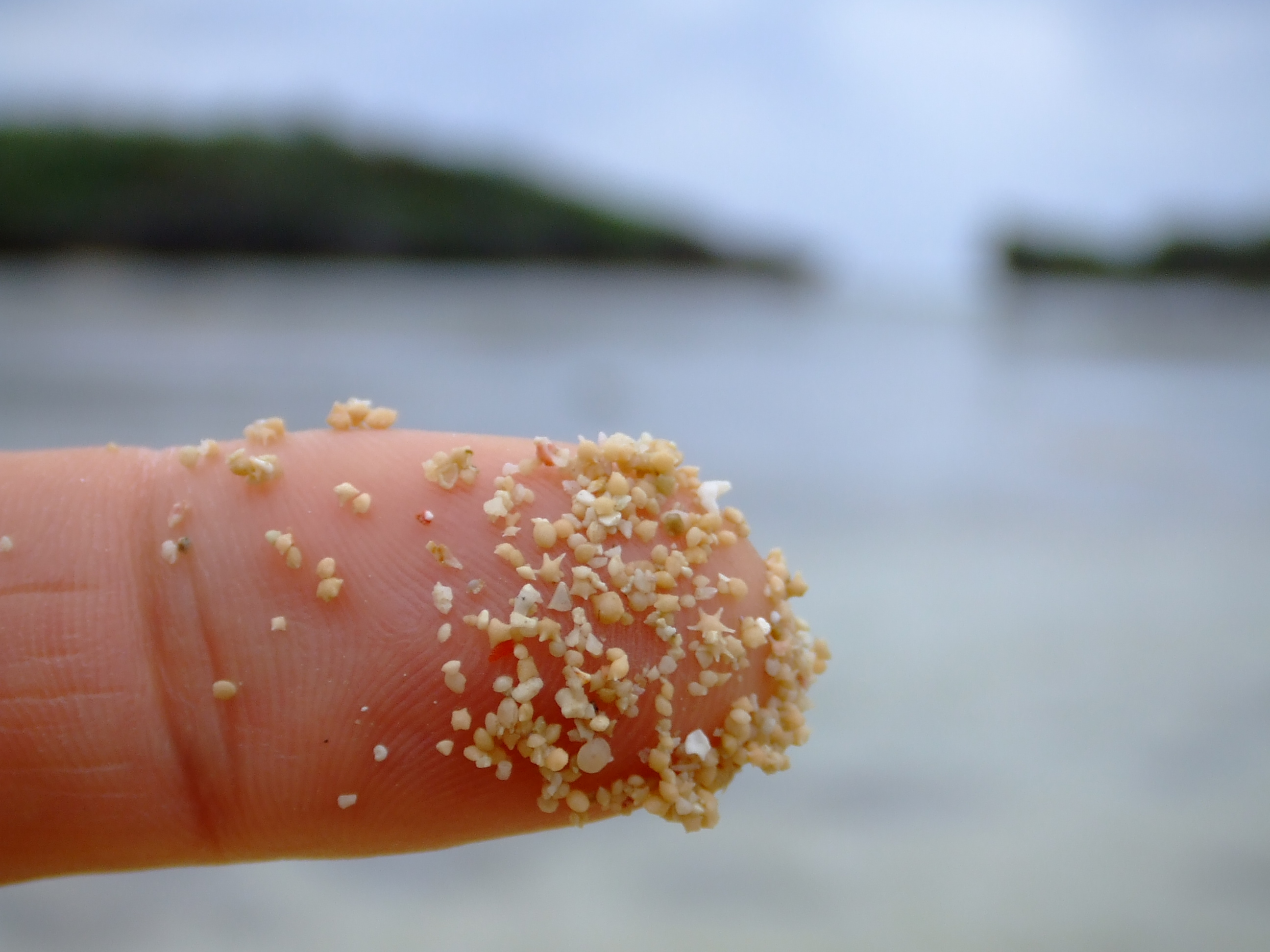
Sterzand van Hoshizuna-no-hama: Gebradeerd calciumcarbonaat van de schilden van foraminiferen uit nabijgelegen riffen